# Maximilian Maria Ströter
Maximilian Maria Ströter (* 30. November 1893 in Wülfrath; † 16. September 1979 in Düsseldorf) war ein deutscher Schriftsteller.

## Leben
Maximilian Maria Ströter besuchte eine Präparandenanstalt in Wipperfürth und das Lehrerseminar in Kempen. Anschließend war er als Volksschullehrer in Sterkrade und von 1919 bis zu seiner frühen Pensionierung in Düsseldorf tätig. Sein literarisches Frühwerk ist dem Expressionismus zuzurechnen. Später verfasste Ströter Erzählungen, Gedichte und Theaterstücke, teilweise auch
in Düsseldorfer Mundart.

## Werke
- Geopfert, Berlin 1932 (zusammen mit Fritz Lesch)
- Pastor Gääsch, Düsseldorf 1933
- Marieken, Düsseldorf 1947
- Lebendige Spracherziehung, Düsseldorf 1949
- Stimme einer Stadt, Düsseldorf 1958
- Die große Reise. Eine Novelle um Gerhard Tersteegen, Duisburg [u. a.] 1970
- Fabeln und Parabeln, Ratingen [u. a.] 1973
- Der treue Ulan, Kastellaun 1978

## Herausgeberschaft
- Wie eine Quelle, M.-Gladbach 1924 (herausgegeben zusammen mit Peter Seifert)